# Adolph Kiefer
Adolph Gustav Kiefer (ur. 27 czerwca 1918 w Chicago, zm. 5 maja 2017 w Wadsworth w stanie Illinois) – amerykański pływak specjalizujący się w stylu grzbietowym, mistrz olimpijski (1936) i wielokrotny rekordzista świata.  

## Biografia
Kiefer urodził się jako piąte dziecko niemieckich imigrantów.
W wieku 17 lat, jako pierwszy zawodnik w historii przepłynął dystans 100 jardów stylem grzbietowym poniżej minuty.
Rok później reprezentował Stany Zjednoczone na igrzyskach olimpijskich w Berlinie, gdzie w konkurencji 100 m stylem grzbietowym został mistrzem olimpijskim, na każdym etapie rywalizacji poprawiając rekord igrzysk. W finale uzyskał czas 1:05,9.
Żaden z jego rekordów ustanowionych w stylu grzbietowym nie został pobity do 1950 roku, cztery lata po zakończeniu przez niego kariery pływackiej. W ponad 2000 wyścigów, w których brał udział, przegrał tylko dwa razy.
W czasie II wojny światowej służył w United States Navy w stopniu porucznika.
W 1965 roku Kiefer został wprowadzony do International Swimming Hall of Fame.
Zmarł 5 maja 2017 w wieku 98 lat.